# Resolutie 377 Veiligheidsraad Verenigde Naties
Resolutie 377 van de Veiligheidsraad van de Verenigde Naties werd bij consensus aangenomen op de 1850ste vergadering van de VN-Veiligheidsraad op 22 oktober 1975.

## Achtergrond
De Westelijke Sahara is een gebied aan de Afrikaanse westkust dat op het einde van de 19e eeuw in Spaanse handen kwam maar na de
onafhankelijkheid van het aangrenzende Marokko in de jaren 1950 ook door Marokko en Mauritanië opgeëist werd. Daarnaast was in 1973 de
organisatie Polisario opgericht, die gewapenderhand de onafhankelijkheid van het territorium nastreefde.

## Inhoud
De Veiligheidsraad:
- Heeft de situatie in de Westelijke Sahara en de brief van Spanje overwogen.
- Herbevestigt resolutie 1514 (XV) en andere van de Algemene Vergadering over het territorium.

1. Vraagt de Secretaris-Generaal onmiddellijk consultaties te houden met alle betrekken partijen en hierover zo snel mogelijk te rapporteren zodat de Veiligheidsraad maatregelen kan nemen.
2. Roept de betrokken partijen op zich terughoudend op te stellen en de missie van de Secretaris-Generaal een kans te geven.

## Verwante resoluties
- Resolutie 379 Veiligheidsraad Verenigde Naties
- Resolutie 380 Veiligheidsraad Verenigde Naties

Lijst ·  367 ·  368 ·  369 ·  370 ·  371 ·  372 ·  373 ·  374 ·  375 ·  376 ·  377 ·  378 ·  379 ·  380 ·  381 ·  382 ·  383 ·  384